# K-공작 계획
K-공작계획은  1980년 3월 보안사 언론반장 이상재가 '단결된 군부의 기반을 주축으로 지속적인 국력 신장을 위한 안정 세력을 구축'이라는 목적으로 전두환 보안사령관의 결재를 받아 실행한 언론 회유 공작 계획이다. 이는 신군부의 집권 과정 도중 언론을 장악하기 위한 계획으로 활용됐다.

## 배경
신군부는 1980년 초부터 집권을 위해 언론을 활용할 계획을 구상했다. 보안사령부는 1980년 2월 1일경부터 보안사에 정보처를 신설하고 정보처 내에 언론관계 업무를 담당하는 언론계를 두는 한편, 이와는 별도로 이상재를 책임자로 하는 이른바 ‘언론반’을 가동했다. 1980년 3월에는 언론에 대한 회유와 공작을 핵심으로 하는 'K-공작계획'을 만들었다. 그 실행을 위해 4월 전두환 보안사령관의 사인을 받고 별도의 언론조종반(대책반)을 구성했다.
언론반(언론조종반)의 주요 업무는 검열 조종 업무와 공작 업무로 나뉜다. 검열 조종 업무란 시청 검열단에서 매일 실시하는 언론·출판 보도검열 업무를 조종․감독하는 것이고, 공작 업무는 설정된 임무수행을 위해 각 언론기관의 주요인사에 대한 접촉공작을 시행하는 것이다. 언론반의 보도검열단은 외근요원 5명은 각 언론사의 정보를 수집하고, 전○○와 김기철은 수집된 정보를 취합해 문서를 기안했으며, 이상재는 파악한 정보를 바탕으로 검열 조종 및 언론인 회유 업무를 했다.
언론반장 이상재는 보도검열단을 실질적으로 조종·감독하고 언론사 간부들의 성향을 파악하고, 이들을 회유하기 위해 ‘K-공작계획’을 기획했다. K-공작반은 차장급 이상을 회유하기 위한 반장 1명, 중진기자 이상을 상대로 여론을 수집하는 분석관(문공부 직원) 2명, 여론수집 및 언론사 행사일정을 입수하는 수집관 5명 등 모두 14명으로 편성됐다. K-공작계획의 K는 KING을 뜻하는 것으로 '전두환을 최고 인물로 만들기 위한 언론공작'으로서 계획됐다는 의견이 있다.

## K-공작 계획의 개요
1. 목적 : '단결된 군부의 기반을 주축으로 지속적인 국력 신장을 위한 안정 세력을 구축함'에 있음.
2. 방침 : 오도된 민주화 여론을 언론계를 통하여 안정세로 전환 · 언론계의 호응 유도에 주력 · 보도 검열단을 통한 봉사활동 ·중진들과 개별 접촉 회유공작 실시
3. 현 상황과 목표
4. 목표 달성 기본 방안 : 보도검열단을 통한 봉사활동
5. 회유공작 세부계획
6. 계획 실시를 위한 반 개편
7. 소요예산
8. 참조사항 : 본 공작은 극도의 보안이 요구됨으로 K공작이라 약칭하고, 공작업무 수행 과정에서 수정 및 보완을 요할 때는 사전 사령관의 재가를 득한 후 실시한다.
9. 별첨 : 언론반 편성표, 회유공작 대상자 명단

## 언론인 회유 공작
신군부는 K공작계획의 일환, 또는 연속선에서 보안사령관의 언론사주 및 언론사 간부 면담을 추진하고 이에 대한 언론인의 반응을 수집 분석했다. 신군부는 언론인 간담회를 개최해 언론사주, 간부 등의 반응을 살피는 동시에 신군부 측에 협조하도록 요구했다. 간담회에서 사령관 전두환에 대한 언론인들의 반응 및 평가를 수집 보고하고, 간담회 내용이 기사에 어떻게 반영되는지 역시 보고했다.
공작계획서에 첨부된 회유공작 결과 분석표를 살펴보면,  중진 언론인을 접촉해 언론인들의 정치적 성향과 정책 주장을 분석하고 비고란에 접촉 회수와 ‘양호’, ‘협조희망’, ‘적극’, ‘경계’, ‘소극’등으로 평가 구분했다.
신군부는 '확고한 시국관을 정립토록 순화 유도’한다는 목적 아래 중진 언론인 접촉했다.「중진언론인 접촉순화 계획」의 ‘중진언론인 접촉 대화방향’ 항목 중 ‘전두환의 이미지 부각’의 세부내용에 따르면 신군부는 '정의감이 강하고 포용력 있는 대범한 인물', '우국충정에 불타는 사심 없고 청렴결백한 전형적인 군인', '농촌출신으로 서민적이고 소박 인자한 범국민적 인물, '해외유학, 시찰 등 문무 겸비한 민주주의 신봉자', '어려운 시기에 국가의 운명을 걸머지고 가시밭길을 걷고 있는 애국자' 등으로 전두환의 이미지를 부각하기 위해 주력했다.
보안사는 5.18 등 주요 사건 발생시에도 간담회를 열어 언론 협조를 유도했다. ‘광주소요사태의 조속한 진정과 질서회복 유지를 위해 중진언론인을 초청, 현지실태를 취재토록 유도하고 국민계도를 촉구토록 유도’한다는 명분 아래, 신문 방송 통신사의 사회부 기자 32명, 국방부 출입기자 17명 등 합계 49명을 2처 2과장 중령 이용린이 인솔해 1980년 5월 24일 광주일원 소요현장을 취재하도록 했고, ‘광주소요사태의 조속한 진정과 질서회복 유지를 위해 중진언론인을 초청, 동사태의 실상을 올바르게 인식시켜 국민계도를 촉구토록 유도’한다는 목적으로, 신문 방송 통신사의 사장, 편집국장, 정치부장, 사회부장 각 16명 합계 64명을 4일에 걸쳐 호텔에 초청해 간담회를 가졌다.
이러한 언론인 접촉 공작은 1980년 8월 하순까지 추진된 것으로 알려졌다. 파악된 언론인들의 동정, 작성된 언론사 강제 통폐합 관련 시안들은 각각 언론인 강제 해직, 언론사 강제 통폐합 과정에 참고 자료로 활용됐다.

## 같이 보기
| - 12·12 군사 반란 - 전두환 - 노태우 - 이상재 - 정호용 - 허삼수 - 허문도 - 허화평 - 김영삼 | - 기무사령부 - 중앙정보부 - 1980년 언론통폐합 - 5·17 비상계엄 전국확대 조치 - 5·17 쿠데타 - 5.18 민주화운동 - 전두환 노태우 비자금 수사 - 문민 정부 - 율곡 비리 |